# Perkwunos
Perkwnos je indoeuropski bog munje i groma, gromovnik, te hrasta.

## Srodnici
- Litavski Perkūnas, latvijski Pērkons, staropruski Perkūns; bog grmljavine
- Staroruski Perunъ, bjeloruski Pyarun, poljski Perkun ili Perun; bog grmljavine
- trački Περχων
- vjerojatno albanski Perëndi
- vjerojatno sanskrtski Parjanya; bog kišnih oluja

U finskom Perkele i mordvinskom Pur'gine-paza vidimo rane posuđenice iz indoeuropskog idioma.
Perkūnasova (lit. majka bila je Perkūnija ili Perkūnė. U islandskom možemo usporediti Fjörgyn (vidi p > f, Grimmov zakon), Thorovu majku iz nordijske mitologije.
Inače drugo ime za boga gromovnika sadržava onomatopejski korijen *tar-, čiji su odrazi u galskom Taranis te hetitskom Tarhunt. Germanski Þunraz (> Þórr > Thor) dolazi od korijena *(s)tene- = "grom".

## Etimologija

### Bog
Indoeuropska riječ *Perk(w)unos rekonstruirana je na osnovi litavskog odraza Perkūnas. Labiovelar rekonstruiran je na osnovi kentumske riječi za hrast, crnogorično stablo ili planinu. Dokaz labiovelara jest u latinskoj riječi za hrast - quercus (italo-keltska asimilacija p-kw > kw-kw; usp. ie. *penkwe > quinque). No, keltski oblik Ercunia, ako je srodan, nije proveo asimilaciju, stoga je moguća rekonstrukcija bez labiovelara - *perk(w)us.
*Perk(w)unos je tako bog povezivan s *perk(w)us, jednako kao što je germanski *Wodanaz povezivan s *wōþuz, istim sufiksom u božjem imenu - *-no-.

### Hrast, crnogorica, planina
Značenje je ie. korijena *perkwu "hrast", "crnogorica", "planinska šuma" ili "pošumljena planina".
- latinski quercus = "hrast"; stvnj. fereheih, sve u značenju "hrast".
- keltski Hercynia - šuma. Srodno je sa sanskrtskim parkatī = "smokvino stablo", venetskim i keltiberskim etnonimima Quarquēni i Querquerni te ligurskim Nymphis Percernibus
- staronordijski fjörr = "stablo"; anglosaksonskim furh (engl. fir), stnord. fura, stvnj forha (njem. Föhre) = "bor"
- stnord. fyri, stvnj. forh-ist (njem. Forst) = "borova šuma"
- stvnjem. Fergunna, anglosaks. firgen = "pošumljena uzvisina", gotski fairguni = "planina"

Mogući je srodnik riječ *peru-r/n- za "kamen" ili "planinu", prema hetitskom peruna = "kamen", sanskrtskom parvata = "planina" te tračkom per(u) = "stijena". Postoji i svetište Perunu na uzvisini zvanoj Perynь blizu Novgoroda, a također i planinski lanac Pirin u jugozapadnoj Bugarskoj.

## Poveznice
- Perun
- Indoeuropski prajezik